# Ксантос, Эммануил

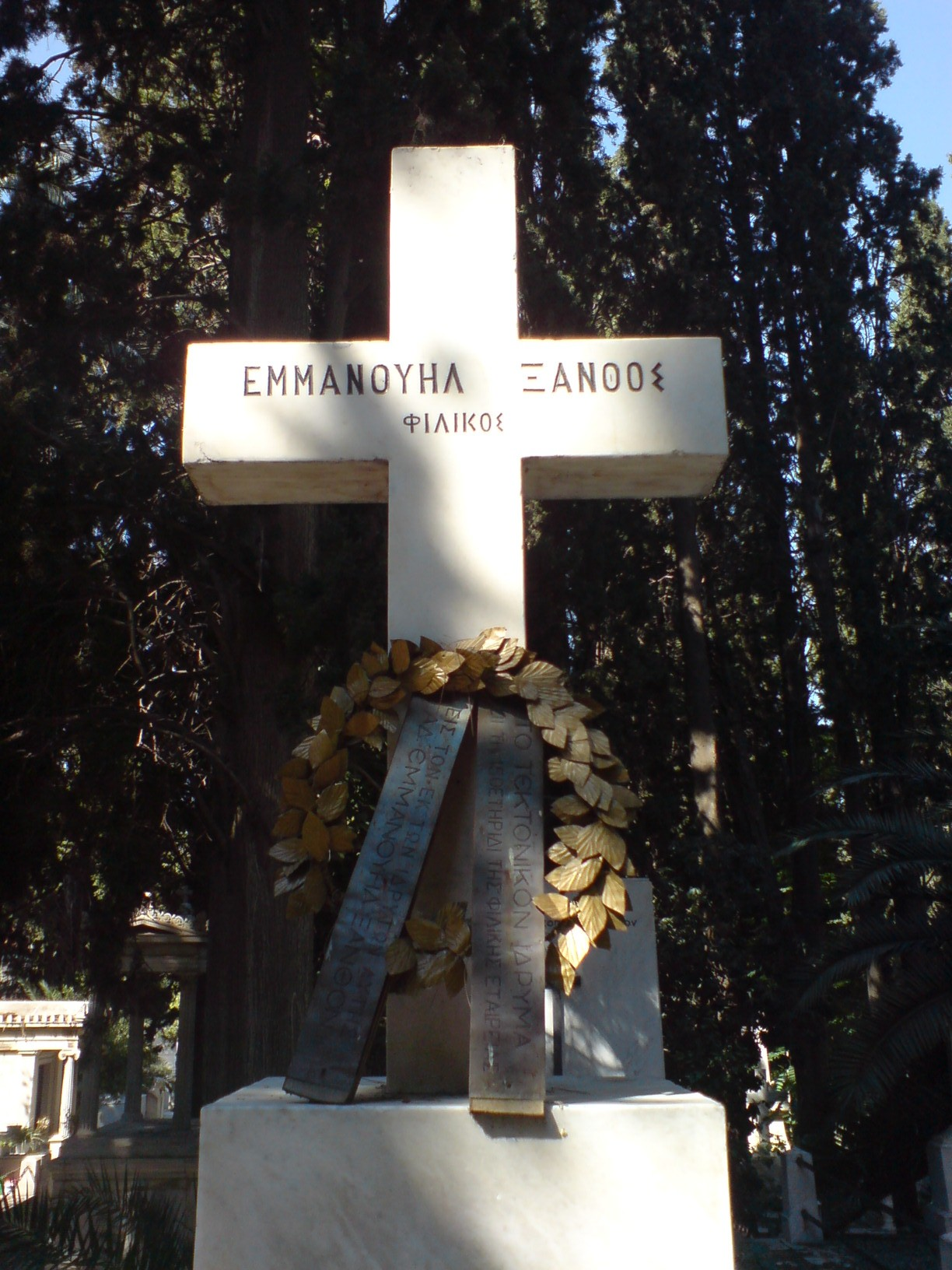
Могила Эммануила Ксантоса на Первом афинском кладбище

Эммануил Ксантос (греч. Εμμανουήλ Ξάνθος; 1772 — 28 ноября 1852, Афины) — один из основателей тайного общества Филики Этерия, готовившего всегреческое и всебалканское восстание против Османской империи.

## Биография
Эммануил Ксантос родился на греческом острове Патмос в 1772 году, где и окончил школу.
Эмигрировал в итальянский Триест, где работал служащим в торговой компании.
В 1810 году обосновался в Одессе, где, познакомившись с тремя купцами из греческого города Янина, создал с ними своё торговое предприятие.
В течение 1813 года совершает торговые поездки в греческие города Превеза и Янина и на остров Лефкас.
Вернувшись в Одессу, основывает в 1814 году, вместе с Атанасиосом Цакалофом и Скуфас, Николаос, тайное общество Филики Этерия, поставившее себе целью освобождение Греции. Ксантос стал секретарем общества, ему была доверена касса общества, параллельно он стал связным с другими посвященными руководителями, такими как П. Анагностопулос.
В 1820 году, Ксантос едет в Петербург, с целью предложить руководство обществом — т. н. Невидимое Начало — Иоанну Каподистрия, который был в то время министром иностранных дел России.
Каподистрия отказывается возглавить общество. Более того, зная негативные политические настроения в Европе против либеральных и национально-освободительных движений и предвидя последствия такого восстания, Каподистрия попытался убедить Ксантоса в необходимости отложить революционные выступления до более благоприятных времен.
После чего Ксантос предложил руководство обществом Александру Ипсиланти, генералу российской армии и адъютанту царя, который как полагали гетеристы мог повлиять положительно на царя в случае греческого восстания. Ипсиланти принял предложение, и Ксантос с этого момента поддерживал с ним контакты и координировал действия в придунайских княжествах.
После неудачного исхода военных действий 1821 года в Молдово-Валахии, Ксантос через Италию добирается в восставший Пелопоннес. Здесь он остаётся до 1826 года, после чего уезжает в Австрию с целью организовать побег А. Ипсиланти заточенного в австрийской тюрьме в Мункаче (замок Паланок).
Эта операция сорвалась и Ксантос уезжает в Валахию, где он живет в тени до 1837 года, когда он принимает решение вернуться в уже свободную Грецию.
Через 2 года он назначается на административную должность на остров Идра, но через некоторое время был уволен.
Оставшуюся жизнь он прожил, бедствуя, ожидая напрасно от греческих властей какого-либо пособия.
Ксантос умер в Афинах в 1852 году. Перед своей смертью, в 1845 году он опубликовал свои «Мемуары» — бесценный источник информации об Этерии, поскольку никто из двух других его основателей, ни Скуфас, ни Цакалоф, не оставили после себя никаких письменных свидетельств.
Похоронен на Первом афинском кладбище.